# 사와무라 에이지상

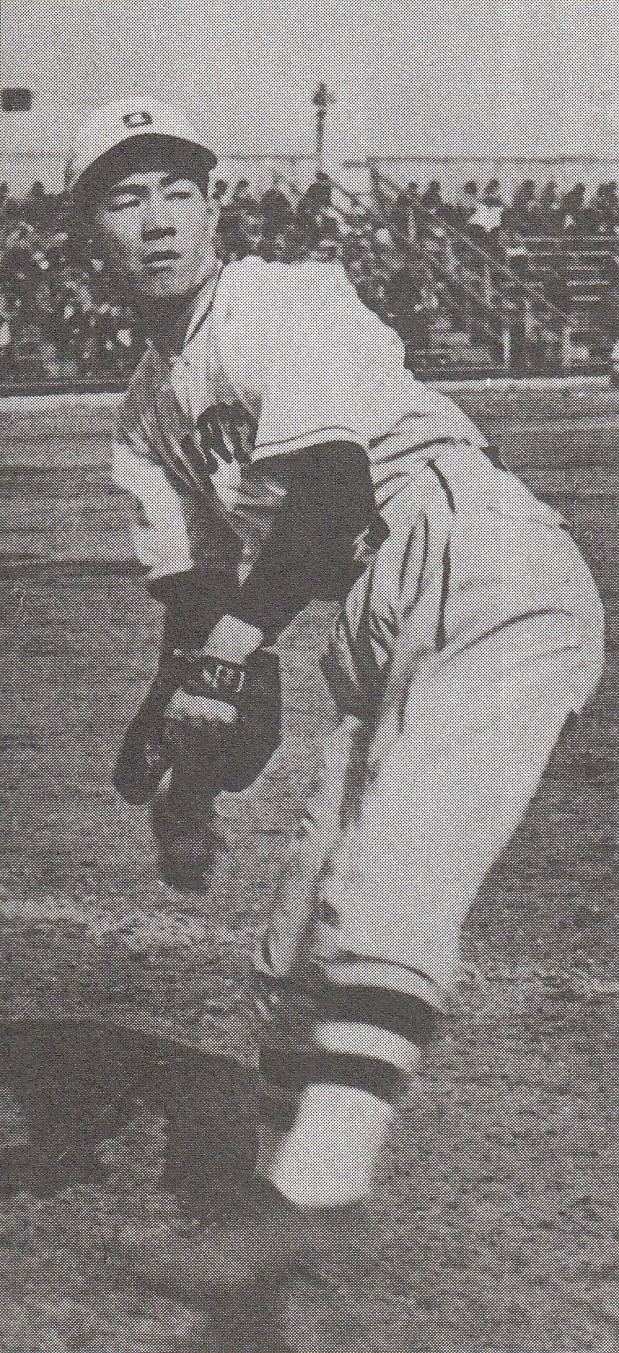
사와무라 에이지의 현역 시절 모습

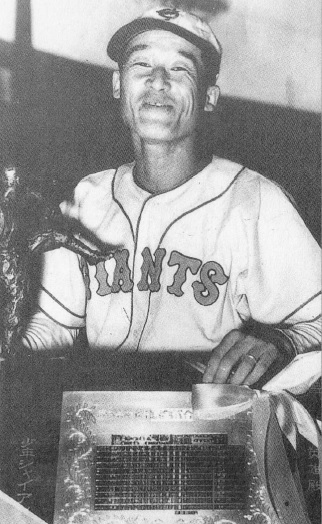
1949년 사와무라 에이지상 수상자로 선정됐을 당시의 후지모토 히데오

사와무라 에이지상(일본어: 沢村栄治賞)은 일본 프로 야구에서 그 해에 활약한 최고의 투수에게 수여하는 상의 하나이다. 통칭으로 사와무라상(沢村賞)이라고 불리며 수상 대상은 선발투수로 한정된다.
요미우리 신문사는 정식 명칭에 대해 제정 초기부터 현재까지 일관되게 사와무라상으로 불리고 있는 반면, NPB의 시상명으로는 공식적으로 사와무라 에이지상으로 불리고 있다. 1989년 이후에는 NPB 전체를 대상으로 한 공식 표창에 준하는 특별상이다. 수상자에게는 황금색 트로피와 부상으로 상금 300만 엔이 주어진다.

## 개요
1947년, 요미우리 신문사가 전쟁 전 프로 야구 여명기에 강속구 투수로 이름을 날린 사와무라 에이지의 영예와 공적을 기리기 위해 제정됐다. 1956년 MLB에서 제정된 사이 영 상보다 먼저 생긴 상이다. 또한 사이 영 상은 모든 투수를 선정 대상으로 하고 있지만 사와무라상은 그 해에 활약한 선발투수만을 선정하고 있다.
1950년부터는 양대 리그 출범에 따라 선정 대상을 요미우리 신문사가 소유하고 있는 요미우리 자이언츠가 소속된 센트럴 리그 투수만을 대상으로 했다.
1981년까지는 요미우리 신문사가 사와무라상 선정 작업을 ‘도쿄 운동 기자 클럽 부장회’에 넘겨줬는데 같은 해 니시모토 다카시의 수상을 둘러싼 논란이 야구계에 큰 파문을 일으켜 이듬해 1982년 5월 14일에 도쿄 운동 기자 클럽 부장회는 사와무라상 선정 작업에서 손을 뗐고, 같은 해부터 NPB의 전직 선발 투수(OB)들을 중심으로 한 선정위원회 방식으로 개정되면서 7가지 항목의 자격 기준이 마련됐다. 1989년부터 수상 범위를 퍼시픽 리그에도 확대됐다.
현재는 사와무라상 선정위원회의 심의를 통해 7가지 항목의 자격 기준이나 보충 항목을 바탕으로 매년 12개 구단 중 원칙적으로 한 명에게 선출된다. 단, 최종적인 판단은 심사위원에게 맡겨져 있으며 자격 기준 항목이나 보충 항목은 어디까지나 참고일 뿐 항목 외의 완봉이나 심사위원들의 인상에 남은 선발 투수로서의 기록 달성 등도 가미되는 경우가 있다. 기본은 토론으로 결정되지만, 그래도 결정되지 않는 경우엔 다수결이 된다. 그리고 원칙적으로 심사위원은 5명으로 구성된다.

## 선정 기준
선정 기준은 아래 7개 항목이지만 반드시 7개 항목을 모두 충족해야 한다는 규정은 없다.
- 등판 - 25경기 이상
- 완투 - 10경기 이상
- 승리 - 15승 이상
- 승률 - 6할 이상
- 투구 이닝 - 200이닝 이상
- 탈삼진 - 150개 이상
- 평균자책점 - 2.50 이하
  - 보충 항목으로 ‘선발 등판한 모든 경기에서 차지하는 투구 이닝 7회에 자책점 3점 이내’라는 QS와 비슷한 독자적 기준을 선정에 포함하게 됐다(2018년부터).

또한 1981년까지 요미우리 신문사가 도쿄 운동 기자 클럽 부장회에 위촉한 선정회에서의 선정 기준으로는 ‘20승 이상, 승리와 패배의 차이가 10 이상, 평균자책점 2점대 이하, 탈삼진률, 우승에 대한 공헌도’ 등이 거론되고 있었다.

### 퀄리티 스타트의 도입
최근에는 투수의 분업화가 진행되면서 완투한 경기 수가 줄어들고 있으며 이러한 상황을 바탕으로 심사위원으로부터도 완투 경기 수에 대해 선정 기준의 재검토를 시사하는 목소리도 나오고 있었다. 또한 200 투구 이닝을 달성한 투수가 없는 시즌도 최근 들어 증가하고 있으며 이에 대응하기 위해 2018년부터 ‘사와무라상 기준으로 정한 퀄리티 스타트(QS) 달성률 포함’이 새로운 보칙 항목으로 추가됐다. QS의 기준은 선발로 등판한 전 경기에서 차지하는 투구 이닝 7이닝에 자책점 3점 이내라는 독자적인 것이다.

## 역대 수상자
- 굵은 글씨 는 각 기준 항목의 리그 1위
- 1950년부터 1988년까지 센트럴 리그만으로 대상. 1989년 이후에는 센트럴·퍼시픽 양대 리그로 확대
  -   : 센트럴 리그,   : 퍼시픽 리그
- 1981년까지는 도쿄 운동 기자 클럽 부장회가 선정. 1982년 이후에는 전직 선발 투수(OB)들을 중심으로 한 사와무라상 선정위원회에서 선정
- 성명에서 괄호 안의 숫자는 수상 횟수
- 심사위원에 대해서는 굵은 글씨가 좌장(맨 왼쪽), 혹은 좌장대리. ★표는 위임을 포함한 불참자.
- : 선정 기준을 충족하지 못한 항목(1982년 이후에만)

| 연도 | 성명                 | 소속        | 등판        | 완투        | 승리        | 승률        | 투구 이닝   | 탈삼진      | 평균자책점  | 심사위원                                                              |
| ---- | -------------------- | ----------- | ----------- | ----------- | ----------- | ----------- | ----------- | ----------- | ----------- | --------------------------------------------------------------------- |
| 1947 | 벳쇼 아키라(1)       | 난카이      | 55          | 47          | 30          | .612        | 448.1       | 191         | 1.86        | 1947년~1981년까지는 도쿄 운동 기자 클럽 부장회에 위촉한 선정회가 선정 |
| 1948 | 나카오 히로시        | 요미우리    | 47          | 25          | 27          | .692        | 343         | 187         | 1.84        | 1947년~1981년까지는 도쿄 운동 기자 클럽 부장회에 위촉한 선정회가 선정 |
| 1949 | 후지모토 히데오      | 요미우리    | 39          | 29          | 24          | .774        | 288         | 137         | 1.94        | 1947년~1981년까지는 도쿄 운동 기자 클럽 부장회에 위촉한 선정회가 선정 |
| 1950 | 사나다 시게오        | 쇼치쿠      | 61          | 28          | 39          | .765        | 395.2       | 191         | 3.05        | 1947년~1981년까지는 도쿄 운동 기자 클럽 부장회에 위촉한 선정회가 선정 |
| 1951 | 스기시타 시게루(1)   | 나고야      | 58          | 15          | 28          | .683        | 290.1       | 147         | 2.35        | 1947년~1981년까지는 도쿄 운동 기자 클럽 부장회에 위촉한 선정회가 선정 |
| 1952 | 스기시타 시게루(2)   | 나고야      | 61          | 25          | 32          | .696        | 355.2       | 160         | 2.33        | 1947년~1981년까지는 도쿄 운동 기자 클럽 부장회에 위촉한 선정회가 선정 |
| 1953 | 오토모 다쿠미        | 요미우리    | 43          | 22          | 27          | .818        | 281.1       | 173         | 1.85        | 1947년~1981년까지는 도쿄 운동 기자 클럽 부장회에 위촉한 선정회가 선정 |
| 1954 | 스기시타 시게루(3)   | 주니치      | 63          | 27          | 32          | .727        | 395.1       | 273         | 1.39        | 1947년~1981년까지는 도쿄 운동 기자 클럽 부장회에 위촉한 선정회가 선정 |
| 1955 | 벳쇼 다케히코(2)     | 요미우리    | 50          | 17          | 23          | .742        | 312         | 152         | 1.33        | 1947년~1981년까지는 도쿄 운동 기자 클럽 부장회에 위촉한 선정회가 선정 |
| 1956 | 가네다 마사이치(1)   | 고쿠테쓰    | 68          | 24          | 25          | .556        | 367.1       | 316         | 1.74        | 1947년~1981년까지는 도쿄 운동 기자 클럽 부장회에 위촉한 선정회가 선정 |
| 1957 | 가네다 마사이치(2)   | 고쿠테쓰    | 61          | 25          | 28          | .636        | 353         | 306         | 1.63        | 1947년~1981년까지는 도쿄 운동 기자 클럽 부장회에 위촉한 선정회가 선정 |
| 1958 | 가네다 마사이치(3)   | 고쿠테쓰    | 56          | 22          | 31          | .689        | 332.1       | 311         | 1.30        | 1947년~1981년까지는 도쿄 운동 기자 클럽 부장회에 위촉한 선정회가 선정 |
| 1959 | 무라야마 미노루(1)   | 오사카      | 54          | 19          | 18          | .643        | 295.1       | 294         | 1.19        | 1947년~1981년까지는 도쿄 운동 기자 클럽 부장회에 위촉한 선정회가 선정 |
| 1960 | 호리모토 리쓰오      | 요미우리    | 69          | 26          | 29          | .617        | 364.2       | 210         | 2.00        | 1947년~1981년까지는 도쿄 운동 기자 클럽 부장회에 위촉한 선정회가 선정 |
| 1961 | 곤도 히로시          | 주니치      | 69          | 32          | 35          | .648        | 429.1       | 310         | 1.70        | 1947년~1981년까지는 도쿄 운동 기자 클럽 부장회에 위촉한 선정회가 선정 |
| 1962 | 고야마 마사아키      | 한신        | 47          | 26          | 27          | .711        | 352.2       | 270         | 1.66        | 1947년~1981년까지는 도쿄 운동 기자 클럽 부장회에 위촉한 선정회가 선정 |
| 1963 | 이토 요시아키        | 요미우리    | 39          | 18          | 19          | .704        | 236.1       | 166         | 1.90        | 1947년~1981년까지는 도쿄 운동 기자 클럽 부장회에 위촉한 선정회가 선정 |
| 1964 | 진 바크              | 한신        | 46          | 24          | 29          | .763        | 353.1       | 200         | 1.89        | 1947년~1981년까지는 도쿄 운동 기자 클럽 부장회에 위촉한 선정회가 선정 |
| 1965 | 무라야마 미노루(2)   | 한신        | 39          | 26          | 25          | .658        | 307.2       | 205         | 1.96        | 1947년~1981년까지는 도쿄 운동 기자 클럽 부장회에 위촉한 선정회가 선정 |
| 1966 | 무라야마 미노루(3)   | 한신        | 38          | 24          | 24          | .727        | 290.1       | 207         | 1.55        | 1947년~1981년까지는 도쿄 운동 기자 클럽 부장회에 위촉한 선정회가 선정 |
| 1966 | 호리우치 쓰네오(1)   | 요미우리    | 33          | 14          | 16          | .889        | 181         | 117         | 1.39        | 1947년~1981년까지는 도쿄 운동 기자 클럽 부장회에 위촉한 선정회가 선정 |
| 1967 | 오가와 겐타로        | 주니치      | 55          | 16          | 29          | .707        | 279.2       | 178         | 2.51        | 1947년~1981년까지는 도쿄 운동 기자 클럽 부장회에 위촉한 선정회가 선정 |
| 1968 | 에나쓰 유타카        | 한신        | 49          | 26          | 25          | .676        | 329         | 401         | 2.13        | 1947년~1981년까지는 도쿄 운동 기자 클럽 부장회에 위촉한 선정회가 선정 |
| 1969 | 다카하시 가즈미(1)   | 요미우리    | 45          | 19          | 22          | .815        | 256         | 221         | 2.21        | 1947년~1981년까지는 도쿄 운동 기자 클럽 부장회에 위촉한 선정회가 선정 |
| 1970 | 히라마쓰 마사지      | 다이요      | 51          | 23          | 25          | .568        | 332.2       | 182         | 1.95        | 1947년~1981년까지는 도쿄 운동 기자 클럽 부장회에 위촉한 선정회가 선정 |
| 1971 | 수상자 없음          | 수상자 없음 | 수상자 없음 | 수상자 없음 | 수상자 없음 | 수상자 없음 | 수상자 없음 | 수상자 없음 | 수상자 없음 | 1947년~1981년까지는 도쿄 운동 기자 클럽 부장회에 위촉한 선정회가 선정 |
| 1972 | 호리우치 쓰네오(2)   | 요미우리    | 48          | 26          | 26          | .743        | 312         | 203         | 2.91        | 1947년~1981년까지는 도쿄 운동 기자 클럽 부장회에 위촉한 선정회가 선정 |
| 1973 | 다카하시 가즈미(2)   | 요미우리    | 45          | 24          | 23          | .639        | 306.1       | 238         | 2.21        | 1947년~1981년까지는 도쿄 운동 기자 클럽 부장회에 위촉한 선정회가 선정 |
| 1974 | 호시노 센이치        | 주니치      | 49          | 7           | 15          | .625        | 188         | 137         | 2.87        | 1947년~1981년까지는 도쿄 운동 기자 클럽 부장회에 위촉한 선정회가 선정 |
| 1975 | 소토코바 요시로      | 히로시마    | 41          | 17          | 20          | .606        | 287         | 193         | 2.95        | 1947년~1981년까지는 도쿄 운동 기자 클럽 부장회에 위촉한 선정회가 선정 |
| 1976 | 이케가야 고지로      | 히로시마    | 51          | 18          | 20          | .571        | 290.1       | 207         | 3.26        | 1947년~1981년까지는 도쿄 운동 기자 클럽 부장회에 위촉한 선정회가 선정 |
| 1977 | 고바야시 시게루(1)   | 요미우리    | 42          | 11          | 18          | .692        | 216.1       | 155         | 2.92        | 1947년~1981년까지는 도쿄 운동 기자 클럽 부장회에 위촉한 선정회가 선정 |
| 1978 | 마쓰오카 히로무      | 야쿠르트    | 43          | 11          | 16          | .593        | 199.1       | 119         | 3.75        | 1947년~1981년까지는 도쿄 운동 기자 클럽 부장회에 위촉한 선정회가 선정 |
| 1979 | 고바야시 시게루(2)   | 한신        | 37          | 17          | 22          | .710        | 273.2       | 200         | 2.89        | 1947년~1981년까지는 도쿄 운동 기자 클럽 부장회에 위촉한 선정회가 선정 |
| 1980 | 수상자 없음          | 수상자 없음 | 수상자 없음 | 수상자 없음 | 수상자 없음 | 수상자 없음 | 수상자 없음 | 수상자 없음 | 수상자 없음 | 1947년~1981년까지는 도쿄 운동 기자 클럽 부장회에 위촉한 선정회가 선정 |
| 1981 | 니시모토 다카시      | 요미우리    | 34          | 14          | 18          | .600        | 257.2       | 126         | 2.58        | 1947년~1981년까지는 도쿄 운동 기자 클럽 부장회에 위촉한 선정회가 선정 |
| 1982 | 기타벳푸 마나부(1)   | 히로시마    | 36          | 19          | 20          | .714        | 267.1       | 184         | 2.43        | 벳쇼, 스기시타, 가네다, 호리모토, 무라야마                            |
| 1983 | 엔도 가즈히코        | 다이요      | 36          | 16          | 18          | .667        | 238.1       | 186         | 2.87        | 벳쇼, 스기시타, 가네다, 호리모토, 무라야마                            |
| 1984 | 수상자 없음          | 수상자 없음 | 수상자 없음 | 수상자 없음 | 수상자 없음 | 수상자 없음 | 수상자 없음 | 수상자 없음 | 수상자 없음 | 벳쇼, 스기시타, 가네다, 호리모토, 무라야마                            |
| 1985 | 고마쓰 다쓰오        | 주니치      | 33          | 14          | 17          | .680        | 210.1       | 172         | 2.65        | 벳쇼, 스기시타, 가네다, 호리모토, 무라야마                            |
| 1986 | 기타벳푸 마나부(2)   | 히로시마    | 30          | 17          | 18          | .818        | 230         | 123         | 2.43        | 벳쇼, 스기시타, 가네다, 호리모토, 무라야마                            |
| 1987 | 구와타 마스미        | 요미우리    | 28          | 14          | 15          | .714        | 207.2       | 151         | 2.17        | 벳쇼, 스기시타, 가네다, 호리모토, 무라야마★                           |
| 1988 | 오노 유타카          | 히로시마    | 24          | 14          | 13          | .650        | 185         | 183         | 1.70        | 벳쇼, 스기시타, 가네다★, 호리모토, 고야마                             |
| 1989 | 사이토 마사키(1)     | 요미우리    | 30          | 21          | 20          | .741        | 245         | 182         | 1.62        | 벳쇼, 스기시타, 가네다, 호리모토, 고야마, 이나오, 요네다              |
| 1990 | 노모 히데오          | 긴테쓰      | 29          | 21          | 18          | .692        | 235         | 287         | 2.91        | 벳쇼, 스기시타, 호리모토, 이나오, 요네다                              |
| 1991 | 사사오카 신지        | 히로시마    | 33          | 13          | 17          | .654        | 240         | 213         | 2.44        | 벳쇼, 스기시타, 이나오, 요네다, 호리우치                              |
| 1992 | 이시이 다케히로      | 세이부      | 27          | 8           | 15          | .833        | 148.1       | 123         | 1.94        | 벳쇼, 스기시타, 이나오, 호리우치★, 야마다                             |
| 1993 | 이마나카 신지        | 주니치      | 31          | 14          | 17          | .708        | 249         | 247         | 2.20        | 벳쇼, 스기시타, 이나오, 야마다, 히라마쓰                              |
| 1994 | 야마모토 마사히로    | 주니치      | 29          | 14          | 19          | .704        | 214         | 148         | 3.49        | 벳쇼, 이나오, 도바시, 히라마쓰★, 호시노                               |
| 1995 | 사이토 마사키(2)     | 요미우리    | 28          | 16          | 18          | .643        | 213         | 187         | 2.70        | 벳쇼, 이나오, 도바시, 히라마쓰, 호시노                                |
| 1996 | 사이토 마사키(3)     | 요미우리    | 25          | 8           | 16          | .800        | 187         | 158         | 2.36        | 벳쇼, 이나오, 도바시, 히라마쓰, 후지타                                |
| 1997 | 니시구치 후미야      | 세이부      | 32          | 10          | 15          | .750        | 207.2       | 192         | 3.12        | 벳쇼, 이나오, 도바시, 히라마쓰, 후지타                                |
| 1998 | 가와사키 겐지로      | 야쿠르트    | 29          | 9           | 17          | .630        | 204.1       | 94          | 3.04        | 벳쇼, 이나오, 도바시, 히라마쓰★, 후지타                               |
| 1999 | 우에하라 고지(1)     | 요미우리    | 25          | 12          | 20          | .833        | 197.2       | 179         | 2.09        | 후지타★, 이나오, 도바시, 히라마쓰, 호리우치                           |
| 2000 | 수상자 없음          | 수상자 없음 | 수상자 없음 | 수상자 없음 | 수상자 없음 | 수상자 없음 | 수상자 없음 | 수상자 없음 | 수상자 없음 | 후지타, 이나오, 도바시, 히라마쓰, 호리우치                            |
| 2001 | 마쓰자카 다이스케    | 세이부      | 33          | 12          | 15          | .500        | 240.1       | 214         | 3.60        | 후지타, 이나오, 도바시, 히라마쓰, 호리우치                            |
| 2002 | 우에하라 고지(2)     | 요미우리    | 26          | 8           | 17          | .773        | 204         | 182         | 2.60        | 후지타, 이나오, 도바시, 히라마쓰, 호리우치                            |
| 2003 | 이가와 게이          | 한신        | 29          | 8           | 20          | .800        | 206         | 179         | 2.80        | 후지타, 이나오, 도바시, 히라마쓰, 호리우치                            |
| 2003 | 사이토 가즈미(1)     | 다이에      | 26          | 5           | 20          | .870        | 194         | 160         | 2.83        | 후지타, 이나오, 도바시, 히라마쓰, 호리우치                            |
| 2004 | 가와카미 겐신        | 주니치      | 27          | 5           | 17          | .708        | 192.1       | 176         | 3.32        | 후지타, 이나오, 도바시, 히라마쓰, 사이토 마사키                       |
| 2005 | 스기우치 도시야      | 소프트뱅크  | 26          | 8           | 18          | .818        | 196.2       | 218         | 2.11        | 후지타, 이나오, 도바시, 히라마쓰, 사이토 마사키                       |
| 2006 | 사이토 가즈미(2)     | 소프트뱅크  | 26          | 8           | 18          | .783        | 201         | 205         | 1.75        | 이나오, 도바시, 히라마쓰                                              |
| 2007 | 다르빗슈 유          | 닛폰햄      | 26          | 12          | 15          | .750        | 207.2       | 210         | 1.82        | 도바시, 이나오★, 히라마쓰, 호리우치, 오노 유타카                      |
| 2008 | 이와쿠마 히사시      | 라쿠텐      | 28          | 5           | 21          | .840        | 201.2       | 159         | 1.87        | 도바시, 히라마쓰, 호리우치, 오노 유타카, 무라타                       |
| 2009 | 와쿠이 히데아키      | 세이부      | 27          | 11          | 16          | .727        | 211.2       | 199         | 2.30        | 도바시, 히라마쓰, 호리우치, 오노 유타카, 무라타                       |
| 2010 | 마에다 겐타(1)       | 히로시마    | 28          | 6           | 15          | .652        | 215.2       | 174         | 2.21        | 도바시★, 히라마쓰, 호리우치, 무라타, 기타벳푸                         |
| 2011 | 다나카 마사히로(1)   | 라쿠텐      | 27          | 14          | 19          | .792        | 226.1       | 241         | 1.27        | 도바시, 히라마쓰, 호리우치, 무라타, 기타벳푸                          |
| 2012 | 셋쓰 다다시          | 소프트뱅크  | 27          | 3           | 17          | .773        | 193.1       | 153         | 1.91        | 도바시, 히라마쓰, 호리우치, 무라타, 기타벳푸                          |
| 2013 | 다나카 마사히로(2)   | 라쿠텐      | 28          | 8           | 24          | 1.00        | 212         | 183         | 1.27        | 호리우치★, 히라마쓰, 무라타, 기타벳푸, 구도                           |
| 2014 | 가네코 지히로        | 오릭스      | 26          | 4           | 16          | .762        | 191         | 199         | 1.98        | 호리우치, 히라마쓰, 무라타, 기타벳푸★, 구도                           |
| 2015 | 마에다 겐타(2)       | 히로시마    | 29          | 5           | 15          | .652        | 206.1       | 175         | 2.09        | 호리우치, 히라마쓰, 무라타★, 기타벳푸, 야마다                         |
| 2016 | 크리스 존슨          | 히로시마    | 26          | 3           | 15          | .682        | 180.1       | 141         | 2.15        | 호리우치, 히라마쓰, 무라타, 기타벳푸, 야마다                          |
| 2017 | 스가노 도모유키(1)   | 요미우리    | 25          | 6           | 17          | .773        | 187.1       | 171         | 1.59        | 호리우치, 히라마쓰, 무라타, 기타벳푸, 야마다                          |
| 2018 | 스가노 도모유키(2)   | 요미우리    | 28          | 10          | 15          | .652        | 202         | 200         | 2.14        | 호리우치, 히라마쓰, 무라타, 기타벳푸, 야마다                          |
| 2019 | 수상자 없음          | 수상자 없음 | 수상자 없음 | 수상자 없음 | 수상자 없음 | 수상자 없음 | 수상자 없음 | 수상자 없음 | 수상자 없음 | 호리우치, 히라마쓰, 무라타, 기타벳푸, 야마다                          |
| 2020 | 오노 유다이          | 주니치      | 20          | 10          | 11          | .647        | 148.2       | 148         | 1.82        | 호리우치, 히라마쓰, 무라타, 기타벳푸★, 야마다                         |
| 2021 | 야마모토 요시노부(1) | 오릭스      | 26          | 6           | 18          | .783        | 193.2       | 206         | 1.39        | 호리우치, 히라마쓰, 무라타, 기타벳푸★, 야마다                         |
| 2022 | 야마모토 요시노부(2) | 오릭스      | 26          | 4           | 15          | .750        | 193         | 205         | 1.68        | 호리우치, 히라마쓰, 기타벳푸★, 야마다                                 |
| 2023 | 야마모토 요시노부(3) | 오릭스      | 23          | 2           | 16          | .727        | 164         | 169         | 1.21        | 호리우치, 히라마쓰, 야마다, 구도                                      |
| 2024 | 수상자 없음          | 수상자 없음 | 수상자 없음 | 수상자 없음 | 수상자 없음 | 수상자 없음 | 수상자 없음 | 수상자 없음 | 수상자 없음 | 호리우치, 히라마쓰, 야마다, 구도, 사이토 마사키                       |

## 사와무라상에 관한 주요 기록
- 2024년 시즌 종료 시점에서 여러 차례 수상자는 15명(이 중 3회 수상자는 5명)[21]
- 2024년 시즌 종료 시점에서 외국인 수상자는 2명[22]
- 2024년 시즌 종료 시점에서 지바 롯데 마린스만 수상자 없음[23]

### 여러 차례 수상자
- 굵은 글씨: 현역 선수

| 선수              | 횟 수 | 연도             |
| ----------------- | ----- | ---------------- |
| 스기시타 시게루   | 3     | 1951, 1952, 1954 |
| 가네다 마사이치   | 3     | 1956, 1957, 1958 |
| 무라야마 미노루   | 3     | 1959, 1965, 1966 |
| 사이토 마사키     | 3     | 1989, 1995, 1996 |
| 야마모토 요시노부 | 3     | 2021, 2022, 2023 |
| 벳쇼 다케히코     | 2     | 1947, 1955       |
| 호리우치 쓰네오   | 2     | 1966, 1972       |
| 다카하시 가즈미   | 2     | 1969, 1973       |
| 고바야시 시게루   | 2     | 1977, 1979       |
| 기타벳푸 마나부   | 2     | 1982, 1986       |
| 우에하라 고지     | 2     | 1999, 2002       |
| 사이토 가즈미     | 2     | 2003, 2006       |
| 마에다 겐타       | 2     | 2010, 2015       |
| 다나카 마사히로   | 2     | 2011, 2013       |
| 스가노 도모유키   | 2     | 2017, 2018       |

### 팀별 수상 횟수
| 팀                        | 횟수 |
| ------------------------- | ---- |
| 요미우리                  | 20   |
| 주니치(나고야)            | 11   |
| 히로시마                  | 9    |
| 한신                      | 8    |
| 소프트뱅크(난카이·다이에) | 5    |
| 야쿠르트(고쿠테쓰)        | 5    |
| 세이부                    | 4    |
| 오릭스                    | 4    |
| 라쿠텐                    | 3    |
| DeNA(다이요)              | 2    |
| 닛폰햄                    | 1    |
| 지바 롯데                 | 0    |
| 그 외                     | 2    |

- 소속팀에서의 괄호 안은 팀의 전신

### 그 외
전체 항목을 채웠는데도 불구하고 상을 놓친 경우(선정 기준이 마련된 1982년 이후 및 퍼시픽 리그 구단 소속 투수는 1989년 이후)
| 연도 | 투수          | 소속     | 등판 | 완투 | 승리 | 승률 | 투구 이닝 | 탈삼진 | 평균자책점 |
| ---- | ------------- | -------- | ---- | ---- | ---- | ---- | --------- | ------ | ---------- |
| 1982 | 에가와 스구루 | 요미우리 | 31   | 24   | 19   | .613 | 263.1     | 196    | 2.36       |
| 2008 | 다르빗슈 유   | 닛폰햄   | 25   | 10   | 16   | .800 | 200.2     | 208    | 1.88       |
| 2011 | 다르빗슈 유   | 닛폰햄   | 28   | 10   | 18   | .750 | 232       | 276    | 1.44       |
| 2013 | 가네코 지히로 | 오릭스   | 29   | 10   | 15   | .652 | 223.1     | 200    | 2.01       |

## 1981년 기자단 투표에 관한 논란
1980년, 요미우리의 에가와 스구루가 34등판, 18완투, 투구 이닝 261과 1/3, 16승, 승률 0.571, 평균자책점 2.48, 219탈삼진의 성적으로 다승왕과 최다 탈삼진을 획득했는데도 기자단 투표에서는 수상자 없음으로 취급했다.
1981년, 에가와는 31등판, 20완투, 투구 이닝 240과 1/3, 20승, 승률 0.769, 평균자책점 2.29, 221탈삼진의 성적을 남기며 다승왕, 최우수 평균자책점, 최다 탈삼진 및 최고 승률 등의 선발 투수 타이틀을 모두 석권했다.

### 1981년 에가와·니시모토의 투수 성적
|            | 에가와 스구루 | 니시모토 다카시 |
| ---------- | ------------- | --------------- |
| 등판       | 31            | 34              |
| 완투       | 20            | 14              |
| 투구 이닝  | 240과 1/3     | 257과 2/3       |
| 승리       | 20승          | 18승            |
| 승률       | .769          | .600            |
| 평균자책점 | 2.29          | 2.58            |
| 탈삼진     | 221           | 126             |

수상자 선정은 1981년 10월 14일, 유라쿠초 스키야바시에 있는 리틀 도쿄 9층 중화요리점 ‘론’에서 도쿄 운동 기자 클럽에 가입된 44개사 중 31개사의 운동부장이 회의에 참석했다. 연례적으로 우선 몇 명의 후보자를 꼽았으며, 그 중에서 고마쓰 다쓰오(주니치)가 제외돼 마지막으로 니시모토와 에가와가 남았다. 그 후 ‘이 상에는 인격적인 기준이 있느냐’, ‘올해만 성적이 대상이냐’는  가나이 세이이치 닛칸 스포츠 부장의 질문이 쏟아졌고 사회자가 “지금까지 인격을 운운하는 것을 가미한 사례는 없다. 어디까지나 금년도 성적이 대상”이라고 답변했지만 이 무렵부터 점차 니시모토를 밀어주자는 목소리가 높아지기 시작했다. 다나카 야스히코 아사히 신문사 부장이 “요미우리의 우승은 전반기에서의 무서운 기세로 결정됐다고 해도 좋다. 개막전 선발 투수의 중책을 완수하여 독주 태세에 들어간 시점의 성적은 니시모토가 10승 2패, 에가와는 7승 3패였다. 에가와의 승리는 독주 후 올린 것이 많다. 우승 공헌도는 니시모토가 한 수 위”라고 발언하자, 데일리 스포츠의 곤도 부장은 “숫자로 판단하는 것이 객관적”이라고 반박하며 에가와를 지지했다. 그러자 다나카 부장은 “숫자만으로 결정한다면 공식 기록원으로 위촉하면 되고, 이러한 모임을 여는 것 자체가 의미는 없다”라고 어디까지나 니시모토를 지지한다는 의견을 굽히지 않았다. 그러나 곤도 부장은 “우승 기여도를 평가하는 것은 MVP가 아닌가? 사와무라상은 어디까지나 투수로서의 역량을 평가해야 한다”라고 반론을 제기하는 등 의견이 첨예하게 대립했다. 최종 투표 결과는 16 대 13, 기권 2표로 니시모토를 수상자로 결정했다.
하지만 위와 같은 수상자 선정과 그 방식을 놓고 뉴스에서 보도될 정도로 논란이 일자 각 언론사의 전화가 빗발쳤는데 “니시모토가 안 된다고 하는 게 아니냐. 오히려 니시모토쪽은 좋지만 사와무라상은 아무리 생각해도 에가와다”, “에가와는 지금도 너무 싫어하지만 숫자는 숫자로 평가하지 않으면 무엇을 기준으로 정할지 애매해진다. 개인적인 좋고 싫음의 감정으로 선택하는 것은 최악”이라며 당시에는 아직 많았던 ‘안티 에가와’ 세력에서도 결과에 대한 이의 제기는 많았는데 대부분 에가와에 대한 동정적인 반응을 보였다고 한다. 더 나아가 현역 선수 중에서도 닛폰햄 소속이던 에나쓰 유타카는 “투수로서 최고의 영예이다. 숫자나 실력 모두 에가와 말고는 없을 것이다. 객관적인 사실을 인정하지 않으려는 자들을 나로서는 도저히 용서할 수는 없다”라고 말했고 요미우리의 호리우치 쓰네오도 “사와무라상의 권위가 없어져 버릴 수도 있다. 일본 시리즈가 코앞인데 바보같은 짓을 했다”라고 당시 수상자 선정 작업에 참여했던 심사위원들을 향해 비판했다. 이같은 여론의 거센 반발이 이어지자, 각 신문사 운동부장은 이듬해 사와무라상 선정위원직에서 사퇴했고 그 후 1982년부터 전직 선발 투수(OB)들을 중심으로 한 ‘사와무라상 선정위원회’로 바뀌었다.
2022년 3월, 에가와는 마키하라 히로미의 YouTube 채널 ‘미스터 퍼펙트 마키하라’에 출연해 당시를 회고하면서 “불쌍한 건 니시모토였어. ‘스구루짱(卓ちゃん), 미안해’”라며 당시 니시모토가 자신에게 사과하러 왔던 걸 밝혔고 “나는 제대로 하려면 (투표를) 두 사람에게 해야한다고 말했거든. 니시모토가 되는데 정작 나를 뽑지 않는게 이상하다고 했어. 그 해에만 두 사람으로 했으면 좋았을텐데…”라며 사와무라상을 공동 수상했어야만 했다고 밝혔다.

## 비평
사와무라상 본연의 자세에 대해서는 크게 의견이 엇갈리고 있는데, 선정 기준과 관련해서 현역 시절 선발 완투형을 관철하여 쇼와 시대에 활약한 원로 야구인들 대부분은 현행 수준으로 유지해야 한다라고 주장하는 사람이 많았고 그 한편으로 입단 초기부터 투수 분업제 시대에서 현역을 지낸 젊은 야구인이나 현역 선수 등은 시대에 맞지 않기 때문에 바꿔야 한다고 주장하는 사람도 많다.
애초 사이 영 상과 사와무라상은 별개라는 의견이 뿌리 깊은데다 특히 오랫동안 사와무라상 선정위원회를 맡고 있는 호리우치 쓰네오는 2019년 시점에서 ‘사와무라상은 본래 사와무라 에이지를 기리기 위해 만들어진 상’이라고 전제한 뒤 ‘선발 완투형 No.1 투수에게 수여한다는 것이지 결코 그 시즌에서 최고의 투수를 뽑는 상이 아니라는 것과 투수 분업제 시대에 완투수가 이래라저래라하는 시대가 아니다’라는 의견이 있는 것도 인지한 뒤 ‘상의 이름에 사와무라 에이지라는 이름이 붙어있는 이상 그 수준이나 숫자를 쉽게 바꾸고 싶진 않다’라며 선정 기준에 미달하는 사람을 무리하게 뽑을 필요는 없다고 말했다. 그 외에도 “기준에 미달하는 사람을 무리하게 뽑을 필요는 없다. 사와무라상은 야구계에서도 특별한 상이자 권위가 있는 상이다. 뽑힌 사람도 역시 사와무라상에 걸맞는 성적을 남기지 않으면 상에 대한 권위를 실추한다”는 의견과 “과거 수상자를 봐도 사와무라상에 잘 어울리는 사람이 뽑혔다. 선정 문턱을 낮추는 것은 상 자체나 과거 수상자에 대한 존중이 부족하다”는 의견도 있다.
반면 기준을 바꿔야 한다는 주요 의견으로는 ‘예전과 지금은 타자의 수준이 다르다. 현재 프로 야구에서는 하위 타선에서도 시즌 10홈런 이상 타자가 많이 나오고 있다. 선발 투수는 숨이 빠지는 이닝이 없고 필연적으로 투구수를 돌아보면 완투도 할 수 없다. 예전과 같은 기준으로 투수를 평가하는 것은 잘못됐다’, ‘이미 우리가 프로 야구에 들어갔을 때는 선발, 중간 계투, 마무리 투수의 분업제가 뿌리내렸다. 감독도 승리를 위해서는 선발이나 완투에 연연하지 않는다. 그런 환경에서 10완투나 200투구 이닝을 계속 고집하는 것은 시대착오다’, ‘(선정 기준이 되는 7항목을)MLB 투수이면서 마지막으로 모든 조건을 채운 것은 1999년의 랜디 존슨이다’라고 지적하여 완투수를 의문시하는 목소리도 있다.
사이 영 상과 사와무라상은 별개라는 의견을 고려하여 “시대가 변하고 있는 만큼 기용법도 변하니까 숫자도 달라질 수도 있다. 현재 시대에 맞는 평가를 해주는 것이 좋지 않을까?”(다르빗슈 유)라는 의견과 “투수 분업제나 투구수 제한이 메이저 리그의 영향을 받고 진화했다면 사와무라상도 미국식으로 변하는 것이 괜찮지 않을까. 예를 들어 퀄리티 스타트(6이닝 이상, 3자책점 이하) 요소를 선정 기준에 추가하는 것도 고려할 만하다. 메이저 리그의 사이 영 상을 본받아 구원 투수까지 선정 대상으로 삼는 것도 좋은 방법이다. 초기 컨셉에서 벗어나더라도 모든 투수가 동경한다면 상의 권위는 높아질 것이다”(야마모토 마사)라고 컨셉 자체를 수정해야 한다는 의견도 있다.
2019년까지는 사와무라상 심사위원 다수가 선정 기준을 수정하는 것에 대해선 부정적이었지만 최근 상황을 고려하여 선정위원회 좌장이던 호리우치 쓰네오는 2020년 선정위원회의 회견에서 선정 기준에 관해 신중하면서도 사와무라 에이지의 이름을 먹칠하지 않기 위해 미래에 걸쳐 전면적으로 선정 기준을 재검토하는 시기에 들어갔다고 밝혔다.

### 주해
1. ↑  한편으로 같은 요미우리 신문사에서 선정되는 ‘프로 야구 쇼리키 마쓰타로상’은 정식 명칭이다.[2]
2. ↑  센트럴 리그 출신의 투수 OB는 후지타 모토시를 제외한 수상 경험자들이다.
3. ↑  1990년 사이토 마사키와 노모 히데오의 치열한 경쟁이 벌어졌을 때 “한 경기 평균 탈삼진 수 10.99, 두 자릿수 탈삼진 경기 수 21개의 프로 야구 신기록을 세운 노모가 사와무라상 이미지에도 걸맞은 투수(벳쇼 좌장)”[8]로 여겨져 노모를 수상자로 결정했지만 1992년이나 1994년에는 탈삼진 기준에 한참 못 미쳤던 이시이 다케히로, 야마모토 마사가 기준을 더 많이 충족한 투수를 제치고 수상했다.
4. ↑  1994년, ‘평균자책점에서 해당되는 인물이 없기 때문에 인상도에서 구와타’(이나오), ‘승수를 우선해 야마모토 마사’(호시노), ‘탈삼진으로 이라부(히데키=지바 롯데)’(도바시), ‘해당자 없음. 굳이 따지자면 구와타’(히라마쓰(위임장)) 등의 의견이 엇갈렸는데 최종적으로 그 해엔 ‘승수’나 ‘탈삼진’을 우선시하게 되면서 마지막은 좌장이던 벳쇼에게 일임돼 야마모토 마사로 결정했다.[9]
5. ↑  2008년에 다르빗슈 유, 2013년에 가네코 지히로가 7개 전체 항목을 채웠으나 각각 이와쿠마 히사시, 다나카 마사히로가 수상했다.
6. ↑  1997년의 선정에 대해서는 일부 심사위원으로부터 “올 시즌 최고의 투수는 사사키 가즈히로(요코하마)가 아닌가. 상을 선발 완투 투수로 한정하는 것이 어떻겠느냐”는 의견이 나왔지만 ‘선발 완투형이었던 사와무라를 기념하는 상이다’, ‘투수를 둘러싼 환경이 바뀌어도 선발 투수의 중요성은 불변이다’라는 의견이 대세였는데 니시구치 후미야(세이부)가 수상했다.[14] 결국 사사키는 이듬해 1998년에 요코하마를 38년 만의 리그 우승·일본 시리즈 우승에 기여했지만 같은 해 사와무라상 수상자가 결정된 후에 가진 기자회견에서 ‘사사키를 밀어달라는 의견은 없었는가?’라는 질문에 심사위원 좌장인 벳쇼 다케히코는 “사와무라상은 어디까지나 선발 완투형 투수에게 주어지는 것”이라고 말한 것 외에 또다른 심사위원이던 도바시 마사유키는 “10년 후에 ‘사사키상’이 생길 것입니다”(구원 투수는 사와무라상과는 다른 형태로 상을 받아야 한다라는 의미)라고 답변했다.[15]
7. ↑  무라야마 미노루의 한신 감독 취임에 따른 교체
8. ↑  이나오 가즈히사, 요네다 데쓰야는 퍼시픽 리그에도 선정 대상이 확대된 것에 따른 기용
9. ↑  가네다 마사이치는 롯데 감독, 고야마 마사아키는 세이부 투수 코치 취임에 의한 퇴임
10. ↑  호리모토 리쓰오의 다이요 투수 코치 취임에 따른 교체
11. ↑  요네다 데쓰야의 오릭스 투수 코치 취임에 따른 교체
12. ↑  호리우치 쓰네오의 요미우리 투수 코치 취임에 따른 교체
13. ↑  야마다 히사시의 오릭스 투수 코치 취임에 따른 교체
14. ↑  스기시타 시게루의 세이부 투수 코치 취임에 따른 교체
15. ↑  호시노 센이치의 주니치 감독 취임에 따른 교체
16. ↑  벳쇼 다케히코의 사망에 의한 복귀
17. ↑  호리우치 쓰네오의 요미우리 감독 취임에 따른 교체
18. ↑  이나오 가즈히사의 사망에 의한 교체
19. ↑  오노 유타카의 히로시마 투수 코치 취임에 따른 교체
20. ↑  도바시 마사유키의 사망에 의한 교체
21. ↑  구도 기미야스의 소프트뱅크 감독 취임에 의한 복귀
22. ↑  2020년 이후 백혈병 진단을 받고 항암 치료를 위해 회의에 불참(2023년 6월 16일 사망)
23. ↑  무라타 조지는 2022년 9월에 폭행 사건으로 경찰에 체포되면서 이에 대한 책임을 지고 심사위원직에서 사퇴(같은 해 11월 11일, 자택에서 화재가 발생하여 일산화탄소 중독으로 사망)
24. ↑  무라타 조지의 사망에 의한 복귀(기타벳푸 마나부의 사망에 의한 후임은 공석)
25. ↑  기타벳푸 마나부의 후임으로서 복귀
26. ↑  쇼치쿠, 긴테쓰
27. ↑  다르빗슈 유는 시즌 최종전인 10월 1일 라쿠텐전에 중간 계투로 등판해 200 투구 이닝과 7개 전체 항목을 모두 달성하면서 경기 후 “이것으로 사와무라상에 근접할 정도의 성적인데, 그럼에도 20승이 한 수 위였나? 기다리겠다”라며 언론과의 인터뷰에서 밝혔으나[24] 시즌 종료 후 상을 받지 못했다. 당시 다르빗슈는 사와무라상에 대한 미련은 없어졌다고 다음과 같은 심경을 밝혔다.
| “ | 나는 2008년에 선정 기준을 모두 채웠지만 21승을 거둔 이와쿠마 투수가 수상했다. 공동 수상이라는 이야기도 있었지만 결과에 만족한 사람은 이와쿠마 투수뿐이었다. 하지만 오프에 들어가자마자 하네다 공항 화장실에서 당시 심사위원이었던 모 선배로부터 ‘자네는 젊으니까, 내년 이후에도 들어갈 수 있을 거야’라는 말을 들으면서 당시 내 나이가 22살이었지만 실망했던 기억이 난다. 정말 목표로 했던 타이틀이라 너무 아쉬웠다. 이듬해부터 사와무라상을 노리는 걸 포기할 수 밖에 없었다.[25] | ” |
28. ↑  최다 탈삼진과 최고 승률은 1980, 1981년 당시 투수 부문 타이틀은 아니었다.
29. ↑  에가와를 이렇게 불렀다.
30. ↑  호리우치는 6일 쉬고 등판하는 일본의 선발 시스템에 대해 MLB와 비교하여 “저쪽(MLB)은 (정규 시즌)162경기를 일본보다 늦게 시작하고 빨리 끝내는 편이다. 그만큼 연속 경기가 많다. 그래서 선발은 100개의 공으로 4일 이상이 지나지 않으면 던지지 않는다. 일본은 100개의 공으로 1주일 공백이 생긴다. 이게 이상하다고 나는 느끼고 있다. 미국(100개의 공으로 4일)은 합리적인 시스템이지만 우리는 그것을 잘못 알고 도입하고 있다는 점에 저항을 느낀다”, 야마다 히사시는 “프로, 아마추어 모두 투구수를 제한하는 방향으로 너무 나가고 있다. 이닝을 열심히 던질 수 있고 (수뇌진도)끝까지 던지게 해도 좋은 투수가 각 팀에 한 사람 정도 나왔으면 하는 바램이다”, 히라마쓰 마사지는 “(2019년에 마지막까지 후보가 된)야마구치, 아리하라도 분업제가 없었다면 더 완투하고, 더 많은 이닝도 던졌을 것”이라고 말하는 등 ‘선발 완투형’ 부활을 바라는 여러 의견도 나왔다.[35]

### 출전
1. ↑  “沢村賞について”. 2023년 11월 3일에 원본 문서에서 보존된 문서. 2023년 11월 4일에 확인함.
2. ↑  “プロ野球正力松太郎賞について”. 2023년 4월 8일에 원본 문서에서 보존된 문서. 2023년 11월 4일에 확인함.
3. ↑  沢村栄治賞
4. ↑  サイ・ヤング賞より歴史ある沢村賞。「該当者なし」でも規定は変えるな！ - Number Web, 2019년 10월 25일
5. ↑  “歴代沢村賞”. 《SANSPO.COM》. 産経デジタル. 2016년 10월 28일에 원본 문서에서 보존된 문서. 2016년 10월 28일에 확인함.
6. 1 2  『読売新聞』1982年10月21日17面「『沢村賞』きょう決定 選考委員に金田、村山氏ら」
7. ↑  『読売新聞』1982年5月15日17面「運動部長会が沢村賞の選考を辞退」
8. ↑  요미우리 신문, 1990년 10월 23일자 조간
9. ↑  요미우리 신문, 1994년 10월 25일자 조간
10. ↑  中日・大野雄大、沢村賞の決め手は「完封、完投の数」巨人・菅野を推した村田兆治委員も「別格」と納得 - 주니치 스포츠, 2020년 11월 23일
11. ↑  今年の沢村賞は誰？選考委員の山田久志が内部事情を暴露
12. ↑  1981年の巨人・江川卓と沢村賞選考の波紋
13. ↑  “沢村賞選考基準見直しも　分業化で完投数減、基準にＱＳ案も”. 《Sponichi Annex》 (스포츠 닛폰 신문사). 2014년 10월 28일. 2016년 10월 28일에 확인함.
14. ↑  『読売新聞』1997年10月21日東京朝刊スポーツA面25頁「西武・西口が初の沢村賞 パ・リーグ投手部門「3冠」評価」（読売新聞東京本社）
15. ↑  『読売新聞』1998年10月21日東京朝刊スポーツA面23頁「ヤクルトの川崎、初の沢村賞／プロ野球」（読売新聞東京本社）
16. 1 2  “沢村賞　来年度からＱＳも参考に　選考規定の補足項目に”. 《Sponichi Annex》 (スポーツニッポン新聞社). 2017년 10월 30일. 2017년 10월 30일에 확인함.
17. ↑  “中日・大野雄大が沢村賞を初受賞！ 圧巻の10完投、14勝の巨人・菅野を抑える”. Full-Count. 2020년 11월 23일. 2021년 9월 28일에 확인함.
18. ↑  “オリックス山本由伸が沢村賞を初受賞　堀内氏「比べようがないぐらい突出」”. 닛칸 스포츠. 2021년 11월 22일. 2021년 11월 23일에 확인함.
19. ↑  “オリ・由伸　パ初2年連続　沢村賞「やりがい感じます」　選考基準7項目のうち5項目クリア”. 스포니치. 2022년 10월 25일. 2022년 12월 13일에 확인함.
20. ↑  “オリ・由伸　3年連続で沢村賞受賞　金田正一以来史上2人目　3度の選出も史上最多タイ”. 스포니치. 2023년 10월 30일. 2023년 10월 30일에 확인함.
21. ↑  “真のエース”の証…？「沢村賞」を複数回受賞した投手たち - BASEBALL KING, 2018년 10월 29일
22. ↑  元阪神エースのバッキー氏死去　日本通算100勝 - 닛칸 스포츠,  2019년 9월 15일
23. ↑  沢村賞を受賞したことがない唯一の球団は「ロッテ」 最多は巨人の16回 - livedoorNEWS, 2015년 10월 27일
24. ↑  “ダル2年連続沢村賞ならず、5勝差で逃す - 野球ニュース”. nikkansports.com. 2008년 11월 4일. 2022년 8월 28일에 확인함.
25. ↑  “ダルビッシュ、沢村賞選考に一石投じる「菊池雄星選手沢村賞でいいんじゃないですか？」”. イザ！. 2017년 10월 31일. 2022년 8월 25일에 확인함.
26. ↑  “沢村賞落選！MVPも？江川の『人格』を許さなかった運動部長16人の怒り”. 《週刊文春》 (분게이슌주). 1981년 10월 29일.
27. ↑  《슈칸 베이스볼》, 1981년 11월 2일자
28. ↑  “江川卓に西本聖が「申し訳ない」詫びを入れた「沢村賞」を巡る不可解な騒動”. アサ芸プラス. 2022년 4월 5일. 2022년 8월 25일에 확인함.
29. 1 2 3  沢村賞「該当者なし」をどう読むか
30. ↑  “「2度の沢村賞」斉藤和巳、「沢村賞とサイヤング賞は違う」動画力説の「説得力」”. アサ芸プラス. 2021년 7월 21일. 2022년 8월 25일에 확인함.
31. ↑  堀内恒夫氏、沢村賞への思いつづる「まず間違えてほしくないのは…」
32. ↑  “沢村賞「該当者なし」元鷹助っ人が選考基準に問題提起「10完投!?!?」”. Full-Count. 2019년 10월 23일. 2022년 8월 24일에 확인함.
33. ↑  “沢村賞、全投手の憧れに　時代に合わせた見直しも:”. 니혼케이자이 신문. 2019년 10월 27일. 2022년 8월 24일에 확인함.
34. ↑  “ダルビッシュが沢村賞選考にもの申す「今の時代にあった評価してあげるべき」”. 닛칸 스포츠. 2021년 11월 23일. 2022년 8월 24일에 확인함.
35. ↑  “該当者なしの「沢村賞」堀内委員長は日本の“過保護”なシステムに苦言”. 스포츠 호치. 2019년 10월 21일. 2022년 8월 27일에 확인함.
36. ↑  堀内恒夫氏、沢村賞選考基準に私見「見直す時期に」

## 같이 보기
- 사이 영 상 - 메이저 리그 베이스볼의 최우수 투수상
- 최동원상 - KBO 리그의 최우수 투수상